# قرار با زندگی
قرار با زندگی (عربی: موعد مع الحياة) یک فیلم به کارگردانی عزالدین ذوالفقار است که در سال ۱۹۵۳ منتشر شد. از بازیگران آن می‌توان به فاتن حمامه، شادیه، و حسین ریاض اشاره کرد.

## داستان
فاتن حمامه، نقش امل، تنها دختر یک پزشک معروف را بازی می‌کند که با فاطمه (شادیه) زندگی می‌کند. فاطمه عاشق ممدوح، پدر امل است و امل عاشق مهندسی به نام احمد. پدر امل از بیماری مهلکی که دخترش دارد مطلع می‌شود و تصمیم می‌گیرد حقیقت را از او پنهان کند. پزشکان به او گفته‌اند که اگر امل درمان نشود، تنها شش ماه دیگر زنده است. امل متوجه می‌شود و پدرش حقیقت را بازگو می‌کند. پدر امل از یک متخصص خارجی بااستعداد درخواست کمک می‌کند و او موفق به درمان بیماری امل می‌شود. امل پس از بهبودی با عشق دیرینه‌اش احمد ازدواج می‌کند.